# 島津久元
島津 久元（しまづ ひさもと）は、安土桃山時代から江戸時代前期にかけての武将。薩摩国島津氏の家臣、薩摩藩の家老。

## 生涯
島津忠長の次男として誕生した。新納四郎忠真の養子となり新納近江守忠在と称する。慶長4年（1599年）の庄内の乱や慶長5年（1600年）の関ヶ原の戦いにも、新納氏として従軍した。しかし、慶長14年（1609年）に兄・忠倍が32歳で死去すると、父・忠長の願いにより新納氏を去って父の家督を相続、以後より島津下野守久元と称した。また、翌慶長15年（1610年）には地頭であった馬越（現・鹿児島県伊佐市）から宮之城（現・鹿児島県薩摩郡さつま町宮之城）へと移り、同年11月の父の死去に伴い、その翌年には父の在所であった鹿児島（現・鹿児島市）へと移った。
元和4年（1618年）に主君・家久（忠恒）の家老となる。元和7年（1621年）、主君・家久の命で、正室であった新納忠増の娘と離縁させられ家久の妹（島津義弘の次女）・御下を娶る。
寛永元年（1624年）に家久の嫡子・光久が元服すると、その理髪役となる。寛永9年（1632年）に加藤忠広が肥後国より改易となった際は、万一の加藤氏側の反抗に備え、460人を率いて出張している。寛永14年（1637年）の島原の乱では、病の家久に代わり出征する光久の供をし、家久死後も光久の家老を務めた。
寛永20年（1643年）に死去した。享年63。